# Ullkantad spröding
Ullkantad spröding (Psathyrella microrhiza) är en svampart som först beskrevs av Wilhelm Gottfried Lasch, och fick sitt nu gällande namn av Konrad & Maubl. 1949. Psathyrella microrhiza ingår i släktet Psathyrella och familjen Psathyrellaceae.   Inga underarter finns listade i Catalogue of Life.
I den svenska databasen Dyntaxa används istället namnet Psathyrella microrrhiza för samma taxon.  Arten är reproducerande i Sverige.